# Перламутровка малинная
Перламутровка малинная, или перламутровка Дафна (Brenthis daphne) — вид дневных бабочек из семейства нимфалид.

## Этимология названия
Дафна (греческая мифология) — дочь фессалийского речного бога Пенея и богини Земли Геи. Преследуемая влюбленным в неё Аполлоном, Дафна взмолилась о помощи к богам и была превращена в лавровое дерево.
Одно из русских названий — «малинная» связана с малиной — одним из кормовых растений гусениц этого вида.

## Описание
Длина переднего крыла 21—29,5 мм. Верхняя сторона крыльев охристо-оранжевая с рисунком из тёмных пятен. Нижняя сторона задних крыльев зеленовато-жёлтая от основания до середины, к внешнему краю фиолетово-красная, с маленьким бурым пятнышком со светлой серединой. На внешнем крае имеются 2 линии, из которых внутренняя обычно матовая

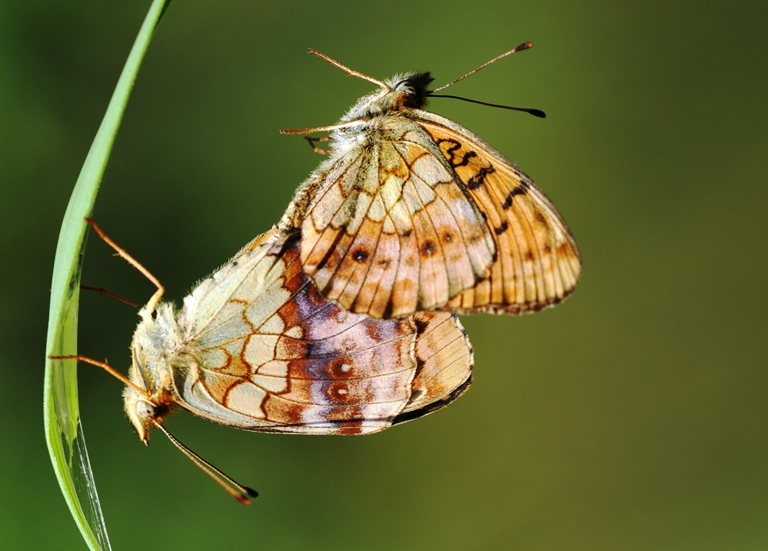
Спаривающаяся пара
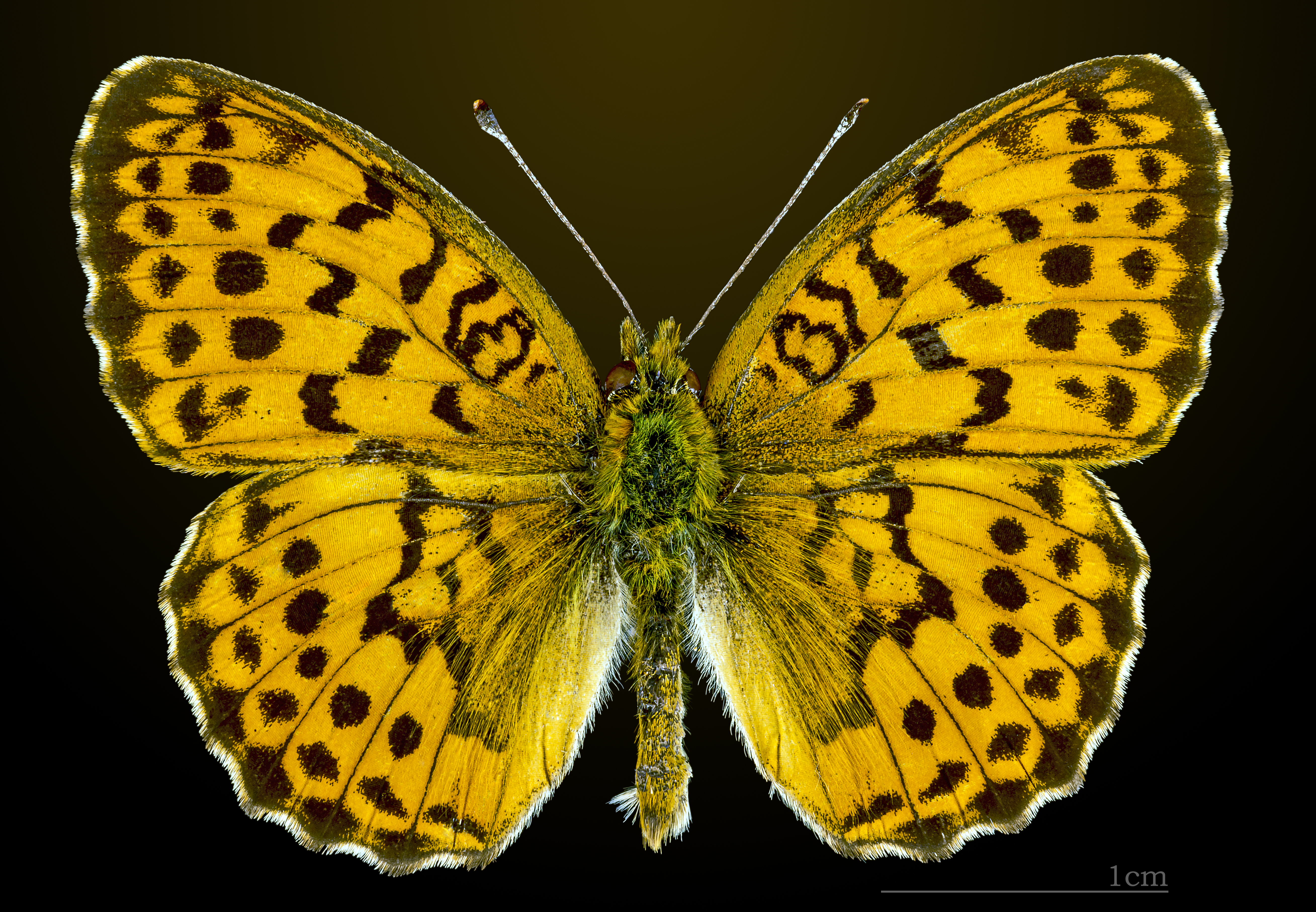
Перламутровка малинная
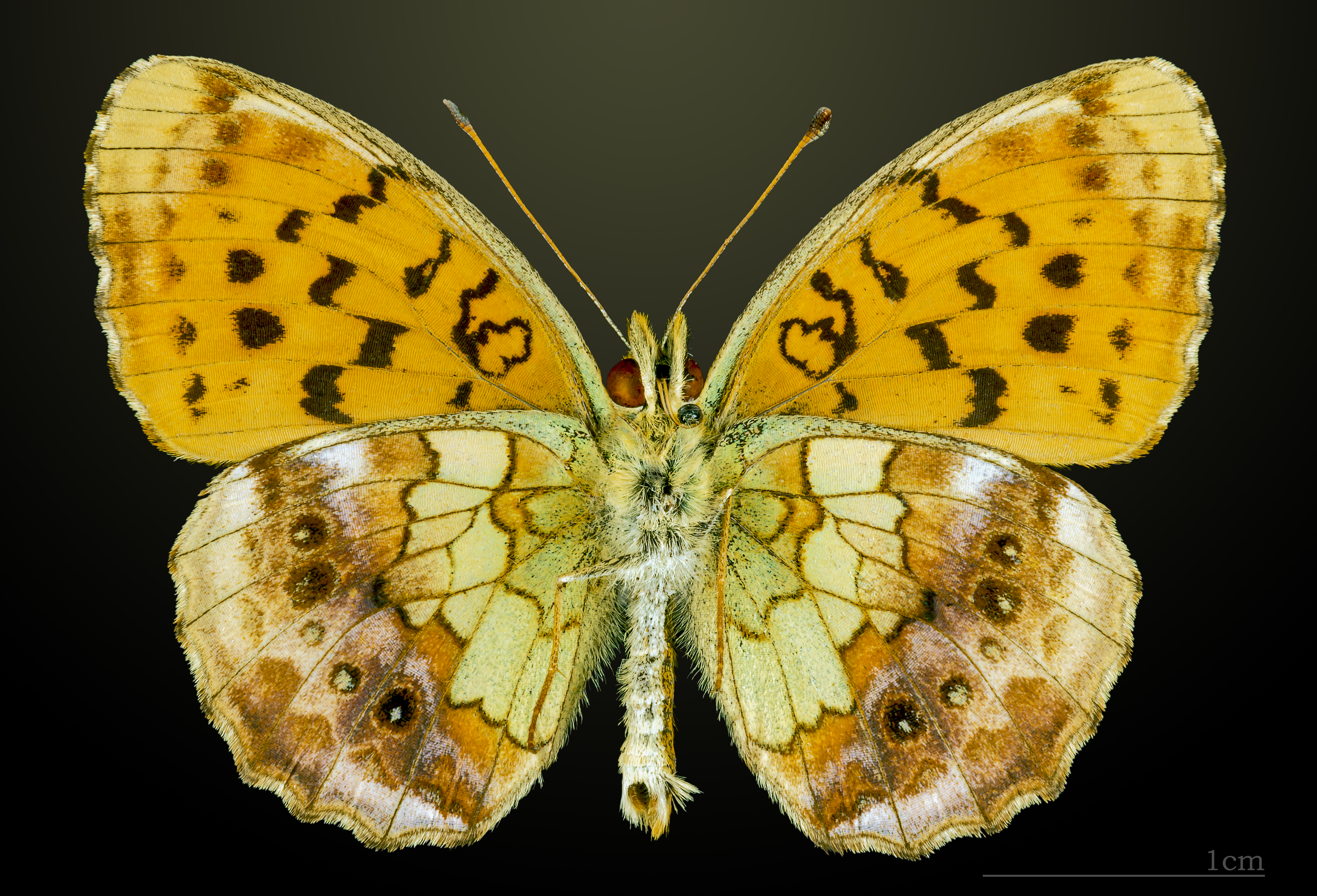
△  Перламутровка малинная

## Ареал
Южная и Средняя Европа, умеренный пояс Азии. На северо-западе вид обитает в юго-западной Литве и северо-западной Польше, далее встречается по предгорьям Восточных Карпат (Словакия и на крайний юго-восток Польши) и в Венгрии. На восток ареал идёт полосой по югу Беларуси и Северной Украине, где вид обитает также на юге, юго-востоке. Встречается в Крыму. В России широко распространена в центре и на юге вплоть до северного склона Главного Кавказского хребта. В Молдове не обнаружен.
Бабочки населяют сухие разнотравные луга и опушки широколиственных и смешанных лесов с подростом из малины. В лесостепной и степной зонах обитает по балкам с кустарниковой растительностью и на опушках пойменных лесов. В предгорьях и горах Карпат и Кавказа поднимается на высоты до 800—1000 м над ур. м.

## Биология

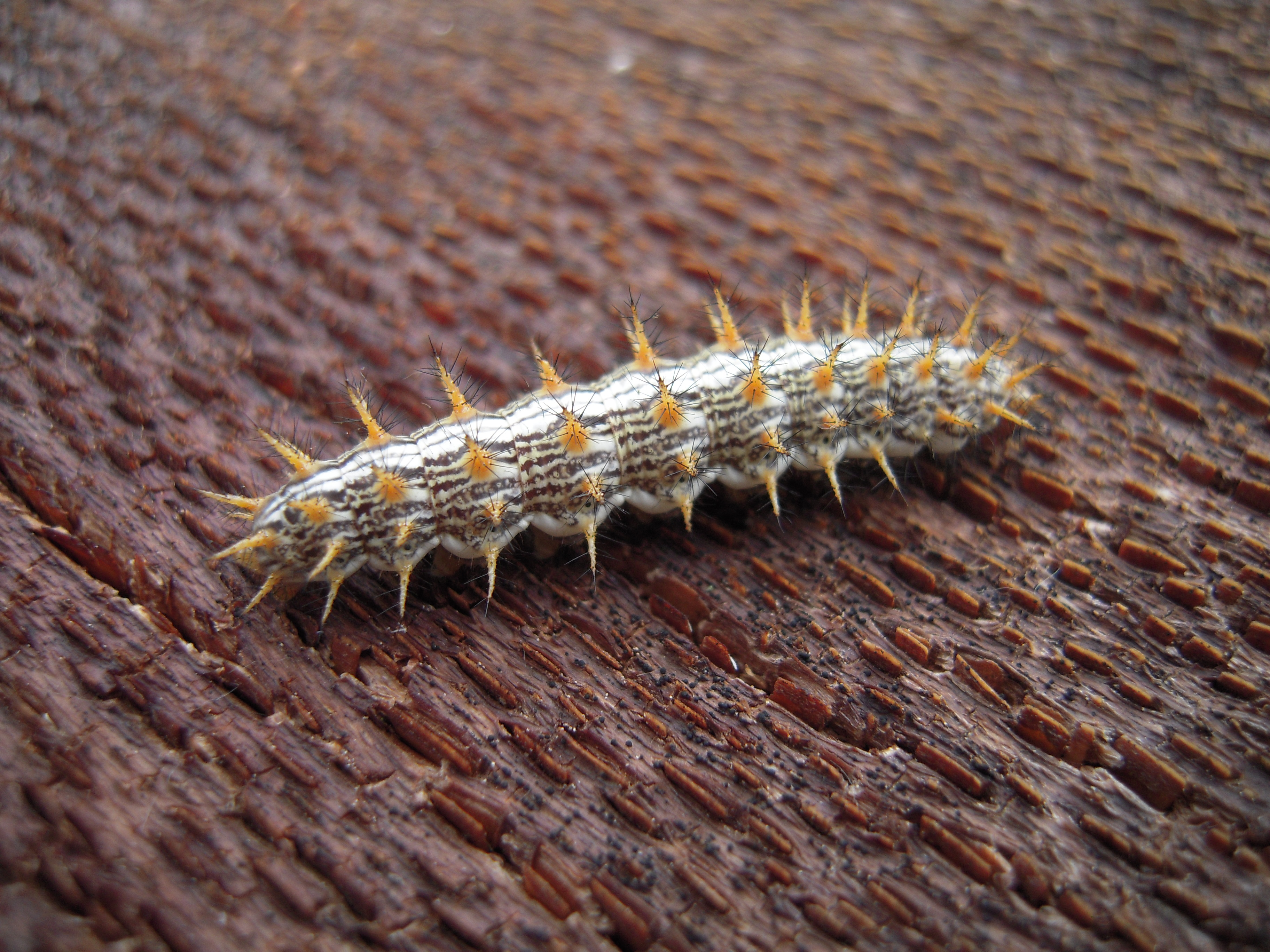
Гусеница

На всём своем ареала развивается в одном поколении за год. Время лёта с июня по начало августа — с пиком в июне. Самки откладывают по 1 яйцу на нижнюю поверхность листьев кормовых растений. Зимует яйцо со сформировавшейся гусеницей, по другим данным — гусеница первого возраста. Гусеница темно-бурого цвета, с оранжево-желтыми полосками на спине и боках. Шипы имеются на всем теле, жёлтого цвета, ветвистые. Стадия куколки около 14 дней.
Кормовые растения гусениц: ежевика, малина, кровохлебка лекарственная, фиалки. В Карпатах и Центральной Европе основное кормовое растение — малина, в степях юго-востока европейской части России — ежевика.